# Jon Parkin
Jonathan "Jon" Parkin, född 30 december 1981 i Barnsley, Södra Yorkshire, är en engelsk före detta fotbollsspelare. Hans smeknamn är "The Beast" (sv. besten), på grund av hans storlek och fysik. Smeknamnet har hängt med sedan hans tid med York City.
I augusti 2019 meddelade Parkin att han avslutade sin fotbollskarriär.